# Alcides Ghiggia
Alcides Edgardo Ghiggia Pereyra (Montevideo, 22 de diciembre de 1926-Montevideo, 16 de julio de 2015) fue un futbolista uruguayo, que jugaba como delantero. Fue ganador de la Copa Mundial de Fútbol de 1950 con la selección uruguaya, protagonista del Maracanazo. También formó parte de la selección italiana. Fue el último jugador participante en el Maracanazo en fallecer.

## Biografía
Ghiggia es recordado por haber hecho el segundo gol a Brasil a los 34 minutos del segundo tiempo en el "Maracanazo", es decir, en el último partido del Campeonato Mundial de fútbol de 1950 en el estadio Maracaná de Río de Janeiro, Brasil. Brasil era el favorito y con solo empatar el partido ganaría el campeonato; además era alentado por un público de unas 200 000 personas, con lo cual ese gol a 11 minutos del final ha tenido una trascendencia inusitada en la historia del fútbol mundial, ya que es considerada por algunos como la hazaña más grande de la historia de los mundiales.
Más tarde, de 1957 a 1959, jugó para la selección de Italia.

## Carrera

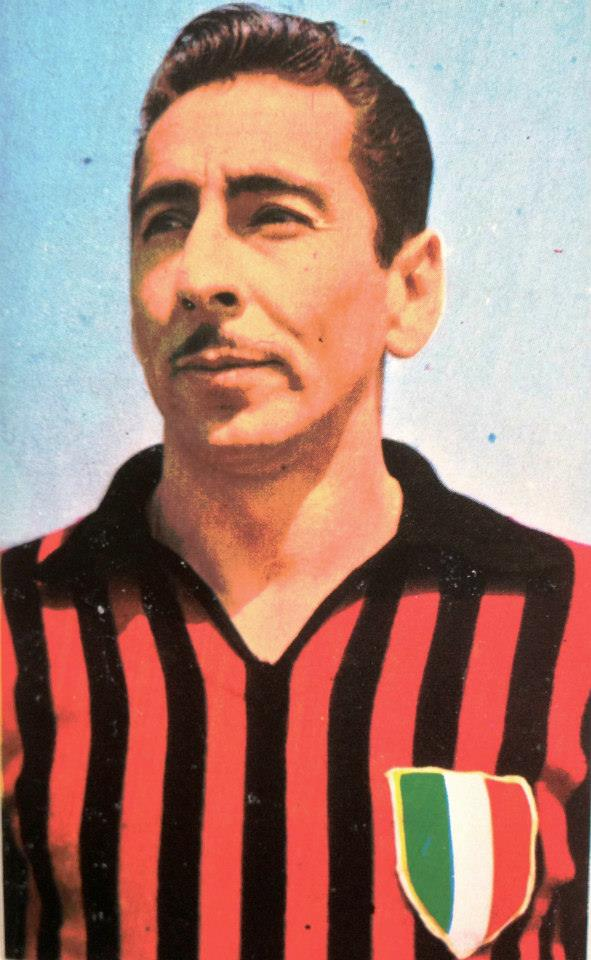
Alcides Ghiggia con la camiseta de Milan.

Su familia provenía de la Suiza italiana, más específicamente de Sonvico, cantón del Tesino. Jugó para dos naciones durante su carrera: Uruguay donde fue campeón mundial en 1950 y posteriormente para Italia. Jugó en el futbol doméstico para el Peñarol y el Danubio y en Italia para el A.S. Roma y el A.C. Milán en Italia.
En 1950 Ghiggia jugando para Uruguay, anotó el gol ganador contra Brasil en el partido final de la Copa del Mundo en ese año. Roberto Muylaert comparó el gol en la película en blanco y negro con la película de Abraham Zapruder mostrando las imágenes  del asesinato de John F. Kennedy en Dallas. Él dijo: el gol y el disparo que mató al presidente de los Estados Unidos tienen el mismo patrón dramático... el mismo movimiento... la misma precisión de una trayectoria indetenible. Tienen en común el polvo almacenado, aquí por un rifle y allá por el pie izquierdo de Ghiggia. El partido es considerado una de las mayores sorpresas en la historia del futbol. Ghiggia diría años más tarde: solo tres personas han puesto en silencio el Estadio Maracaná: El Papa, Frank Sinatra y yo.
Fue entrenador de Peñarol en 1980 por algunos partidos.
El 29 de diciembre de 2009, Brasil honró a Ghiggia en la celebración del gol decisivo en la Copa del Mundo de 1950. Ghiggia regresó al Maracaná 60 años después, plantando sus pies en un molde en un lugar en donde están grandes figuras como el brasileño Pelé, el portugués Eusébio y el alemán Franz Beckenbauer, en el Salón de la Fama del Maracaná. Ghiggia estuvo muy emocionado y agradeció a Brasil por la cálida recepción y reconocimiento recibido, cuando el juego ha sido considerado el más decepcionante en la historia del fútbol brasileño.
En septiembre de 2010, prestó su voz para un video que forma parte de la campaña de socios para TV del Club Atlético Peñarol.
El 28 de septiembre de 2011, fue homenajeado en el Estadio Centenario en los festejos del 120 aniversario de Club Atlético Peñarol por su trayectoria en este cuadro, formando parte de la llamada Máquina del '49.
El 13 de junio de 2012, Ghiggia fue protagonista de un accidente de tránsito que lo tuvo al borde de la muerte. Tras permancer más de un mes internado, fue dado de alta.
El 20 de noviembre de 2013, fue homenajeado en el Estadio Centenario, previo al encuentro que disputaron las selecciones de Uruguay y Jordania por la repesca para el Copa Mundial de Fútbol de 2014.

### Fallecimiento
Ghiggia falleció de un paro cardíaco el 16 de julio de 2015, fecha en que se cumplía el 65.º Aniversario del Maracanazo, sus restos descansan en el Cementerio del Buceo.

## Selecciones nacionales
| Selección | Año         | Partidos | Goles |
| --------- | ----------- | -------- | ----- |
| Uruguay   | 1950 - 1952 | 12       | 4     |
| Italia    | 1957 - 1959 | 5        | 1     |

- Fuente de datos: RSSSF

### Participaciones en Copas del Mundo
| Mundial                        | Sede   | Resultado | Partidos | Goles | Notas                                    |
| ------------------------------ | ------ | --------- | -------- | ----- | ---------------------------------------- |
| Copa Mundial de Fútbol de 1950 | Brasil | Campeón   | 4        | 4     | Convirtió 1 gol en cada partido que jugó |

## Clubes

### Como jugador
| Club        | País    | Año       |
| ----------- | ------- | --------- |
| Sud América | Uruguay | 1944-1947 |
| Peñarol     | Uruguay | 1948-1953 |
| Roma        | Italia  | 1954-1961 |
| Milan       | Italia  | 1961-1962 |
| Danubio     | Uruguay | 1963-1967 |
| Sud América | Uruguay | 1968      |

### Como entrenador
Se estrenó como entrenador cuando a mitad de la temporada uruguaya de 1980 dirigió durante no muchos partidos al Club Atlético Peñarol, club en el cual debutó en primera división como jugador.

## Palmarés

### Campeonatos nacionales
| Título              | Club       | País    | Año  |
| ------------------- | ---------- | ------- | ---- |
| Campeonato Uruguayo | Peñarol    | Uruguay | 1949 |
| Campeonato Uruguayo | Peñarol    | Uruguay | 1951 |
| Serie B             | Roma       | Italia  | 1952 |
| Serie A             | A.C. Milan | Italia  | 1961 |

### Campeonatos internacionales
| Título                 | Club (*)             | Sede   | Año  |
| ---------------------- | -------------------- | ------ | ---- |
| Copa Mundial de Fútbol | Selección de Uruguay | Brasil | 1950 |
| Copa de Ferias         | A.S. Roma            | Italia | 1961 |

## Alcides Ghiggia en la Literatura

### Chile
El libro Elogio del Maracanazo (2013), escrito por el periodista chileno y profesor de cine Víctor Hugo Ortega, cuenta en su relato central la historia de dos chilenos que llegan hasta Uruguay para conocer a Alcides Ghiggia. El cuento, que da título a esta publicación de 9 relatos relacionados con fútbol, mezcla el realismo con la comedia negra, en el viaje de los protagonistas desde Montevideo a Las Piedras, donde aspiran a tener un encuentro con el autor del gol del Maracanazo.

## La camiseta número 7
La prenda de Ghiggia con la que jugó el partido de Uruguay en la Copa Mundial de Fútbol de 1950 y convirtió el gol que ocasionó el Maracanazo en Brasil, es considerada como símbolo de victoria imposible y pieza histórica en las finales de las copas de los mundiales, se encuentra desaparecida.
Al futbol se le atribuyen supersticiones, por ello hay leyendas donde se ha dicho que la casaca número siete de Ghiggia tiene poderes mágicos y otros se atreven a asegurar que mientras no aparezca, Uruguay no volverá a ganar una copa mundial. El paradero de la camiseta es un misterio y el periodista uruguayo Jorge Gutiérrez Pérez entrevistó al jugador antes de su muerte y realizó una exhaustiva investigación. En la entrevista Ghiggia aseguró que la camiseta existe junto con otra del club Atlanta de Argentina con la que jugó en 1947, y la camiseta quedó "en muy buenas manos", según lo aseguró al periodista el mismo campeón mundial del 50.
Durante los últimos años, se han publicado artículos sobre el paradero de la camiseta, con versiones diferentes: donde se afirma que fue robada de una iglesia, que ha sido donada por Mario Moreno “Cantinflas" al Club América de México,  que está cuidadosamente resguardada por el Museo Británico, o incluso que el paso del tiempo la desintegró.  